# La Bizzarrìa
La Bizzarrìa è una villa che venne edificata intorno al 1860 su committenza di Vittorio Emanuele II. Il complesso fa parte del Parco naturale La Mandria. Il nome gli deriva dall'eclettismo fantasioso e portato all'estremo dell'architettura, adatto comunque per un piccolo villino per il ristoro durante le battute di caccia. La Bizzarrìa fu voluta dal re anche come luogo di residenza per sé, Rosa Vercellana (detta la Bela Rosin) e per i due figli Vittoria ed Emanuele.

## Storia
La realizzazione risale al 1860-1863 a cura della impresa dell’architetto ticinese Leopoldo Galli, responsabile di tutto l’enorme cantiere della tenuta, divenuta da poco proprietà privata di Sua Maestà Vittorio Emanuele II e soggetta ad un completo rimodellamento con la costruzione del muro, delle strade, dei ponti, degli edifici di servizio, di residenza e di guardia. Contemporaneamente al Galli furono affidati lavori in molte altre residenze sabaude e non, per esempio la villa “La Tesoriera” a Torino, spesso con la supervisione amministrativa dell’architetto di corte Barnaba Panizza. Il nome insolito strano si può collegare ad una voce del "Dizionario storico d' Architettura" di Quattremére de Quincy (ed it. 1842) "Bizzarria" (Bizarrerie, Seltsamkeit, grillenhaftigheit) "vocabolo che in architettura significa gusto contrario ai principi adottati, una ricercata affermazione di forme straordinarie, il cui merito non consiste in altro che nelle novità, la quale ne forma il vizio [...]"

## Descrizione

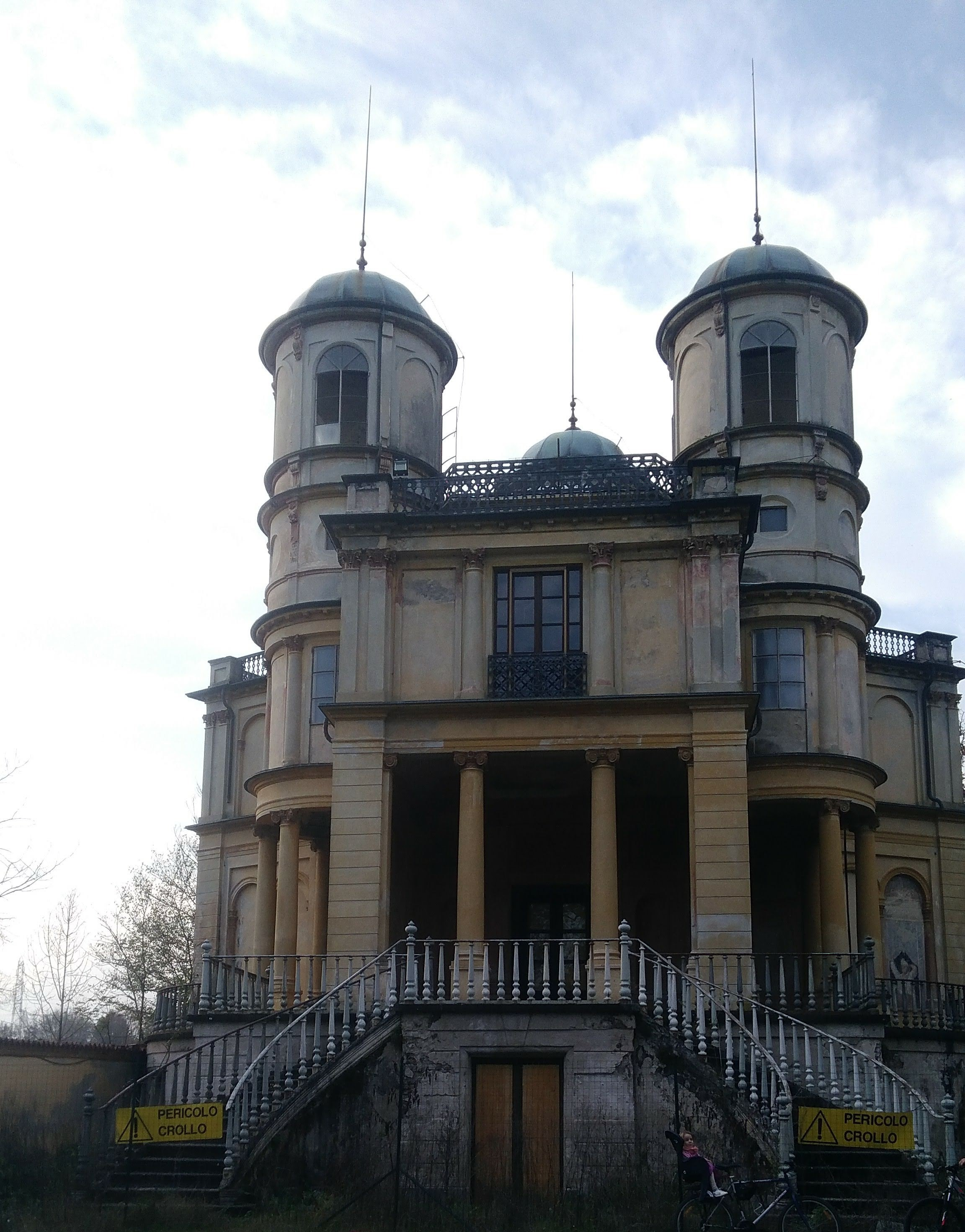
La Bizzarrìa nel Parco Naturale La Mandria

La villetta è un reposoir di caccia, fatto costruire da Vittorio Emanuele II, tra il 1861 e il 1862, come luogo di sosta e di riposo durante le battute di caccia, adeguato alla sua natura di "casino di caccia" o di semplice "belvedere" secondo un uso frequente nei parchi realizzati tra il XVIII e XIX secolo. Il progetto rientrava nel più ampio piano di ristrutturazione ed ingrandimento del Borgo Castello nel parco della Mandria voluto dal re, infatti fu costruito un altro edificio simile: la Villa dei Laghi, anch'esso un reposoir di caccia immerso nel verde e ubicato presso un lago artificiale, eretto negli stessi anni.
L'impianto architettonico, eclettico e molto fantasioso, presenta una geometria complessa: la pianta ha una base triangolare, con tre torri cilindriche ai vertici, forma così un vano esagonale un tempo ripetuto su tre livelli. L'accesso all'interno avviene tramite due scale ellittiche. Una scalinata a doppia rampa semicircolare porta direttamente al terrazzo, da cui, attraverso i porticati del corpo centrale aggettante e delle torrette, si accede al salone centrale. Sia internamente che esternamente presenta affreschi a "ramage" e a "trompe l’oeil".
Lo stato di abbandono dell'edificio aveva procurato alcuni crolli delle volte così che con una delibera del novembre 1976 della Regione Piemonte viene deciso l'intervento di restauro inserito in un più ampio intervento di recupero del Parco Regionale. Tra il 1975 e il 1981 l'edificio fu restaurato da Roberto Gabetti e Aimaro Isola. Nell'inverno del 1975 Gabetti e Isola compiono un primo sopralluogo al rudere della "Bizzarrìa". Le condizioni dell'edificio prima dell'intervento erano precarie, per il crollo della volta superiore sulle sottostanti, che crearono un unico vano centrale. I due architetti consegnarono il progetto di massima nell'ottobre del 1977. Il restauro si presenta come progetto di interpretazione di una rovina effimera e si basa sulla ricostruzione filologica dell'esterno e dei vani perimetrali e sul mantenimento dell'ambiente centrale creato dai crolli, con pavimento sulla volta ricostruita e soffitto trasparente. Le due volte non ricostruite sono segnate da anelli poligonali di specchio su pannellature leggere. La luce così ricavata della volta da effetti di caleidoscopio formando immagini ripetute, producendo effetti di profondità indeterminata. L'esecuzione dell'opera è stata dei Fratelli Guerrini di Torino.

## Nei media
Nel 2007 l'edificio è stato utilizzato per alcune riprese esterne della web series NFDMT (episodio Carnevale a Ivrea, diretto da Davide Lingua e Michele Melillo).
L'edificio è stato utilizzato per riprese esterne ed interne nella fiction Questo nostro amore (stagione 2 2014, episodio Amori e dolori) di Luca Ribuoli.